# Solanka (hrušeň)
Solanka  (Pyrus communis 'Solanka ') je ovocný strom, kultivar druhu hrušeň obecná z čeledi růžovitých. Plody jsou řazeny mezi odrůdy letních hrušek, sklízí se v srpnu, zelené, dozrávají během desti dnů, skladovatelné do září.

## Historie

### Původ
Byla vyšlechtěna v ČR v obci Solany v okrese Litoměřice. Je málo rozšířená.

## Vlastnosti
Odrůda je cizosprašná. Vhodnými opylovači jsou odrůdy Konference, Boscova lahvice, Pařížanka, Madame Verté.

### Růst
Růst odrůdy je střední. Habitus koruny je pyramidální. Rychle stárne vyžaduje zmlazování.

## Plodnost
Plodí středně pozdně až pozdně, hojně a střídavě.

## Plod
Plod je hruškovitý, střední. Slupka hladká, zeleně, později žlutozeleně až žlutě zbarvená. Dužnina je nažloutlá křehká, se sladkou chutí, navinulá, kořenitá.

## Choroby a škůdci
Odrůda je považována za středně odolnou proti strupovitosti ale málo odolnou proti namrzání. Dobře obráží. Je středně náchylná (26,1 - 60,0 % napadených) vůči spále růžovitých.

## Použití
Dobře snese přepravu při sklizni po dozrání náchylná k otlačení. Není vhodná pro intenzivní výsadby. Odrůdu lze použít do středních a teplých poloh, na suchém stanovišti ve studených půdách plodí špatně.